# Championnats d'Europe de sprint de natation 1991
Navigation
Espoo 1992
Les 1ers Championnats d'Europe de natation en petit bassin, organisés par la LEN, se sont tenus à Gelsenkirchen (Allemagne) du 6 au 8 décembre 1991.

## Tableau des médailles
| Rang  | Nation           | Or | Argent | Bronze | Total |
| ----- | ---------------- | -- | ------ | ------ | ----- |
| 1     | Allemagne        | 7  | 7      | 5      | 19    |
| 2     | Union soviétique | 3  | 2      | 2      | 7     |
| 3     | Suède            | 2  | 1      | 2      | 5     |
| 4     | Pays-Bas         | 1  | 2      | 0      | 3     |
| 5     | Finlande         | 1  | 0      | 0      | 1     |
| 6     | Italie           | 0  | 2      | 2      | 4     |
| 7     | Royaume-Uni      | 0  | 0      | 2      | 2     |
| 8     | Estonie          | 0  | 0      | 1      | 1     |
| Total | Total            | 14 | 14     | 14     | 42    |

## Résultats

### Hommes
| discipline        | Or                                                                                | Temps         | Argent                                                        | Temps         | Bronze                                                               | Temps         |
| Nage libre        |                                                                                   |               |                                                               |               |                                                                      |               |
| 50 m libre        | Aleksandr Popov (URS)                                                             | 22 s 16       | Silko Günzel (GER)                                            | 22 s 25       | Joakim Holmqvist (SWE)                                               | 22 s 32       |
| Dos               |                                                                                   |               |                                                               |               |                                                                      |               |
| 50 m dos          | Jani Sievinen (FIN)                                                               | 25 s 18       | Vladimir Selkov (URS)                                         | 25 s 68       | Jens Bünger (GER)                                                    | 25 s 83       |
| Brasse            |                                                                                   |               |                                                               |               |                                                                      |               |
| 50 m brasse       | Vassily Ivanov (URS)                                                              | 27 s 38       | Ron Dekker (NED)                                              | 27 s 42       | Gianni Minervini (ITA)                                               | 27 s 51       |
| Papillon          |                                                                                   |               |                                                               |               |                                                                      |               |
| 50 m papillon     | Jan Karlsson (SWE)                                                                | 24 s 32       | Nils Rudolph (GER)                                            | 24 s 46       | Vladislav Kulikov (URS)                                              | 24 s 54       |
| Quatre nages      |                                                                                   |               |                                                               |               |                                                                      |               |
| 100 m 4 nages     | Josef Hladký (GER)                                                                | 55 s 28       | Ron Dekker (NED)                                              | 55 s 45       | Indrek Sei (EST)                                                     | 55 s 83       |
| Relais            |                                                                                   |               |                                                               |               |                                                                      |               |
| 4x50 m nage libre | Allemagne Silko Gunzel Nils Rudolph Ingolf Rasch Bengt Zikarsky                   | 1 min 28 s 27 | Union soviétique -                                            | 1 min 29 s 39 | Royaume-Uni - -                                                      | 1 min 31 s 58 |
| 4x50 m 4 nages    | Union soviétique Vladimir Selkov Vassili Ivanov Vladislav Kulikov Aleksandr Popov | 1 min 38 s 87 | Allemagne Jens Bunger Ralf Eggers Nils Rudolph Bengt Zikarsky | 1 min 39 s 05 | Italie Giuseppe Tiano Giovanni Minervini Luca Belfiore René Gusperti | 1 min 39 s 84 |

### Femmes
| discipline        | Or                                                                       | Temps         | Argent                                                                      | Temps         | Bronze                   | Temps         |
| Nage libre        |                                                                          |               |                                                                             |               |                          |               |
| 50 m libre        | Simone Osygus (GER)                                                      | 25 s 04       | Daniela Hunger (GER)                                                        | 25 s 49       | Louise Karlsson (SWE)    | 25 s 76       |
| Dos               |                                                                          |               |                                                                             |               |                          |               |
| 50 m dos          | Sandra Völker (GER)                                                      | 28 s 59       | Anja Eichhorst (GER)                                                        | 28 s 77       | Andrea Kutz (GER)        | 29 s 12       |
| Brasse            |                                                                          |               |                                                                             |               |                          |               |
| 50 m brasse       | Peggy Hartung (GER)                                                      | 31 s 61       | Sylvia Gerasch (GER)                                                        | 31 s 87       | Jana Dörries (GER)       | 32 s 25       |
| Papillon          |                                                                          |               |                                                                             |               |                          |               |
| 50 m papillon     | Inge de Bruijn (NED)                                                     | 27 s 25       | Louise Karlsson (SWE)                                                       | 27 s 63       | Christiane Sievert (GER) | 28 s 02       |
| Quatre nages      |                                                                          |               |                                                                             |               |                          |               |
| 100 m 4 nages     | Louise Karlsson (SWE)                                                    | 1 min 1 s 61  | Daniela Hunger (GER)                                                        | 1 min 2 s 23  | Marion Zoller (GER)      | 1 min 2 s 36  |
| Relais            |                                                                          |               |                                                                             |               |                          |               |
| 4x50 m nage libre | Allemagne Simone Osygus Simone Hollermann Regina Dittmann Daniela Hunger | 1 min 41 s 30 | Italie Viviana Susin Manuela Dalla Valle Ilaria Tocchini Cristina Chiuso    | 1 min 44 s 26 | Union soviétique - -     | 1 min 44 s 73 |
| 4x50 m 4 nages    | Allemagne Sandra Völker Sylvia Gerasch Christiane Sievert Daniela Hunger | 1 min 53 s 13 | Italie Lorenza Vigarani Manuela Dalla Valle Ilaria Tocchini Cristina Chiuso | 1 min 55 s 84 | Royaume-Uni - -          | 1 min 56 s 19 |